# Staatsgreep van 1964 in Brazilië
Tijdens de staatsgreep van 1964 in Brazilië grepen Braziliaanse strijdkrachten de macht in Brazilië. Het linkse regime van president João Goulart werd met steun van de Verenigde Staten omvergeworpen. De staatsgreep op 31 maart en 1 april 1964 vestigde een militaire dictatuur die ruim 20 jaar, tot 1985, in Brazilië aan de macht bleef.

## Achtergrond

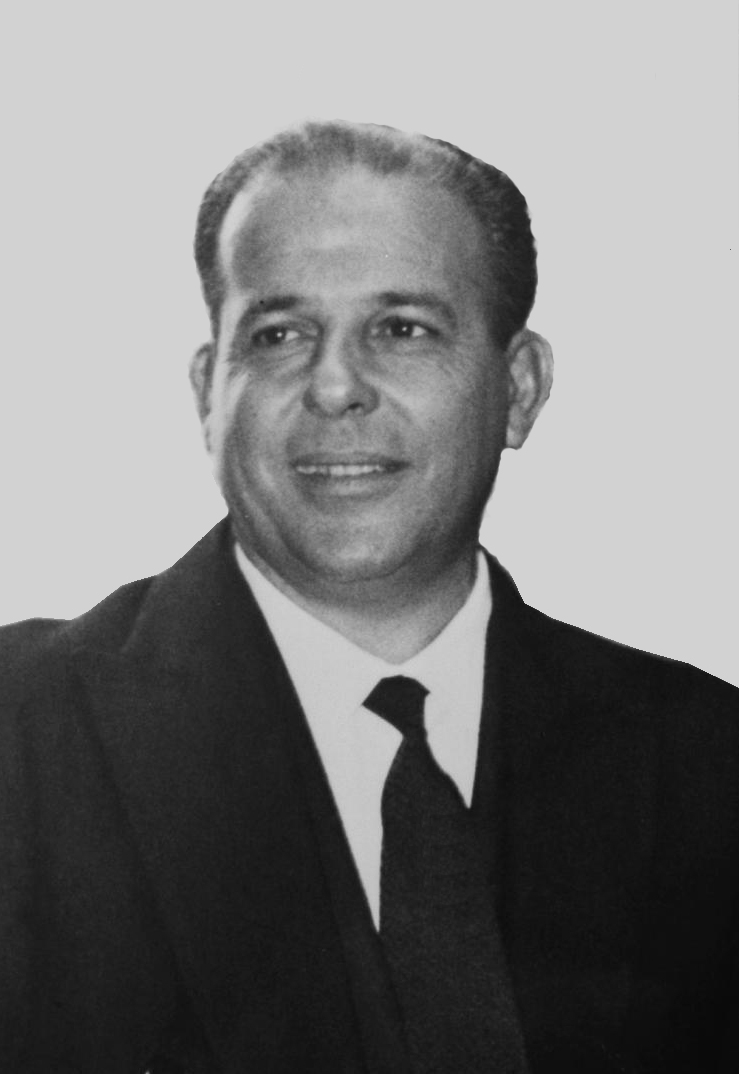
João Goulart tijdens een staatsbezoek in de Verenigde Staten in 1962

In 1961 trad president Jânio Quadros na maar zeven maanden af. Het was een politieke manoeuvre bedoeld om zijn populariteit op te schroeven, in de verwachting dat het Braziliaanse parlement of de strijdkrachten hem direct weer in het zadel zouden helpen. De manoeuvre werkte echter averechts, want het Braziliaanse parlement accepteerde gewoon zijn ontslag. Volgens de Braziliaanse grondwet zou vicepresident João Goulart in deze omstandigheden overnemen als president, maar die was op dat moment op diplomatieke reis in China. Goulart werd ervan beschuldigd communist te zijn en kon pas na lange onderhandelingen een compromis bereiken waarbij hij wel staatshoofd werd, maar met beperkte macht. In 1963 wist Goulart via een referendum alsnog volledige macht als president te verwerven.
De economische toestand van Brazilië takelde onder Goulart snel af. Pogingen om meer buitenlandse investeringen aan te trekken en de inflatie te reduceren hadden weinig succes. Goularts onhandige buitenlandse politiek bracht Brazilië in een isolement. Zo bekritiseerde hij de Amerikaanse Varkensbaai-invasie in Cuba in 1961, maar sprak zich ook uit tegen het communistische regime in Cuba tijdens de Cubacrisis in 1962.
Op 13 maart 1964 gaf Goulart een toespraak waarin hij beloofde om de Braziliaanse oliereserves te nationaliseren en een reeks Reformas de Base ("basishervormingen") uit te voeren die waren gericht op socialisatie van de Braziliaanse economie om zo de levensstandaard van arme Brazilianen te verbeteren. Rechtse delen van de Braziliaanse samenleving, waaronder de leiding van de strijdkrachten, zagen zijn plannen als een socialistische dreiging. Grote demonstraties tegen het regime van Goulart volgden, de zogenaamde Marchas da Família com Deus pela Liberdade ("marsen van de familie en God voor vrijheid").
Op 25 maart verzamelden zo'n 2.000 soldaten van de Braziliaanse marine zich in Rio de Janeiro om hun steun voor Goularts hervormingen uit te spreken en te vragen om betere levensomstandigheden. De minister voor de marine, Sílvio Mota, stuurde een eenheid mariniers onder bevel van schout-bij-nacht Cândido Aragão om een einde te maken aan de demonstratie en de leiders van deze groep soldaten te arresteren. De mariniers voegden zich echter bij de demonstranten. Goulart nam de demonstranten in bescherming en ontsloeg Mota als minister.
De volgende dag, 26 maart, wist de minister voor werkgelegenheid, Amauri Silva, een compromis te bereiken waarbij de soldaten overeenkwamen om de demonstratie te beëindigen. Ze werden vervolgens gearresteerd voor muiterij, maar Goulart besloot tegen de Braziliaanse strijdkrachten in te gaan en de soldaten gratie te geven.
Op 30 maart stuurde de Amerikaanse militaire attaché in Brazilië, kolonel Vernon A. Walters, een telegram naar het Amerikaanse ministerie van buitenlandse zaken. Walters meldde dat een reeks Braziliaanse generaals had besloten om binnen een week actie tegen Goulart te ondernemen. Een datum voor de staatsgreep stond nog niet vast.

## Verloop

### 31 maart
In de vroege uren van 31 maart gaf generaal Olímpio Mourão Filho bevel aan zijn troepen om op te rukken naar Rio de Janeiro. De andere generaals in het complot, Amaury Kruel en Castelo Branco, werden verrast door deze actie. Ze vonden het te vroeg voor de staatsgreep en probeerden Mourão een halt toe te roepen. Generaal Argemiro Assis Brasil, de militaire adjudant van president Goulart, was de actie echter al ter hore gekomen en was ervan overtuigd dat hij de opstand in de kiem kon smoren.
Een reeks kleine opstanden en militaire acties volgden, zoals de barricade van het ministerie van oorlog door troepen onder bevel van generaal Castelo Branco. Generaal Kruel, die bevel had over het 2e leger in São Paulo, had zich echter nog niet bij de opstandelingen gevoegd. Rond 10 uur 's avonds belde Kruel de president en eiste dat hij afstand nam van linkse elementen door zijn justitieminister en chef-staf te ontslaan en de linkse vakbond Comando Geral dos Trabalhadores te verbieden.  Kruel belde hierna nog twee keer met Goulart, maar de president bleef weigeren om toe te geven aan de eisen van de generaal.

### 1 april
Op 1 april, om kwart voor 1 's middags, vertrok Goulart uit Rio en reisde af naar de hoofdstad Brasília in een poging om een einde aan de staatsgreep te maken. Tegelijkertijd trok generaal Kruel met zijn 2e leger op in de richting van Vale do Paraíba, tussen São Paulo en Rio de Janeiro. In het zuidoosten van Brazilië kon Goulart alleen nog rekenen op het 1e leger van generaal Âncora in Rio de Janeiro. Generaal Artur da Costa e Silva belde Âncora om zijn overgave te eisen, waarop Âncora antwoordde dat hij eerst met generaal Kruel wou overleggen. Het overleg met Kruel volgde later die dag in Resende, waarna Âncora zich overgaf.
Toen Goulart aankwam in Brasília, realiseerde hij zich dat hij ook niet meer op politieke steun kon rekenen. Auro Moura Andrade, voorzitter van de senaat, had zich al uitgesproken voor steun van het parlement voor de staatsgreep. Goulart bleef korte tijd in Brasília en vloog daarna met zijn vrouw en twee kinderen naar Porto Alegre in het zuiden van Brazilië. Kort hierna verklaarde Andrade de functie van president "onbezet".
In totaal kwamen zeven mensen om tijdens de staatsgreep op 1 april, waaronder twee studenten die werden doodgeschoten tijdens een demonstratie tegen troepen die het gouverneurspaleis in Recife hadden omcirkeld. Daarnaast kwamen er drie mensen om in Rio de Janeiro en twee in  Minas Gerais.

## Nasleep

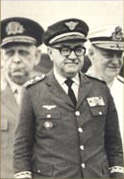
Drie generaals van de Braziliaanse junta in 1969

In de vroege uren van 2 april werd Pascoal Ranieri Mazzilli beëdigd als nieuwe president. Goulart bevond zich inmiddels in Porto Alegre, in het hoofdkwartier van het 3e leger, dat nog trouw aan hem was. In de ochtend meldde generaal Floriano Machado dat troepen vanuit Curitiba naar Porto Alegre optrokken en dat hij gevaar liep om gearresteerd worden als hij het land niet zou verlaten. Om kwart voor 12 's ochtends vertrok hij met een Douglas C-47-vliegtuig naar zijn boerderij op de grens met Uruguay. Hier verbleef hij tot 4 april, toen hij verder vloog naar de Uruguyaanse hoofdstad Montevideo.
Mazzilli bleef in functie als president terwijl de generaals om de macht streden. Op 11 april werd generaal Castelo Branco door het parlement verkozen tot president. Als snel bleek dat dit het begin was van een militaire dictatuur die tot 1985 aan de macht zou blijven.

## Amerikaanse steun
Tijdens de staatsgreep waren de Amerikaanse ambassadeur in Brazilië, Lincoln Gordon, en de militaire attaché, kolonel Vernon A. Walters, regelmatig in contact met de Amerikaanse president Lyndon B. Johnson. Johnson sprak zijn steun uit voor de staatsgreep, en zei dat de Amerikaanse overheid "elke stap die we kunnen" moest nemen om steun te verlenen aan de staatsgreep tegen het  "linkse"  regime van Goulart.
Openbaar gemaakte documenten en opnames hebben aangetoond dat Johnson toestemming gaf voor Amerikaanse steun voor de staatsgreep, waaronder ammunitie, motorolie en benzine. Een vlooteenheid van de Amerikaanse marine, waaronder het vliegdekschip USS Forrestal, werd vanuit Aruba naar Brazilië gestuurd om eventueel in te grijpen.
Uit de telegrammen van ambassadeur Gordon naar Washington bleek dat de Amerikanen ook steun aan de staatsgreep verleenden via de geheime dienst CIA. De precieze acties van de CIA tijdens de staatsgreep zijn niet bekend aangezien de documenten die hier helderheid over kunnen geven nog steeds geheimgehouden worden.